# 板橋区立志村第四小学校
板橋区立志村第四小学校（いたばしくりつしむらだいよんしょうがっこう）とは､東京都板橋区に所在する公立小学校である。

## 開校日
1944年の3月1日に開校して､戦中の為､被害を受けている｡

## ゆかりのある人物
- 清野とおる
- 石橋貴明

## 進学先中学校
出典
公立中学校に進学する場合
- 板橋区立志村第二中学校 - 下記「志村第五中学校」通学区域を除く地域から通う児童の主な進学先
- 板橋区立志村第五中学校 - 東坂下1丁目（7番～14番、18番～20番）から通う児童の主な進学先

## 学校周辺
本校は北区との区界線に近く、●印が付されている施設は、北区に所在する。
- スーパーマーケットいなげや板橋小豆沢店 - 敷地が隣接
- 特別養護老人ホームあずさわの里
- 小豆沢神社
- 龍福寺会館
- ●東京メガシティ